# Songeons

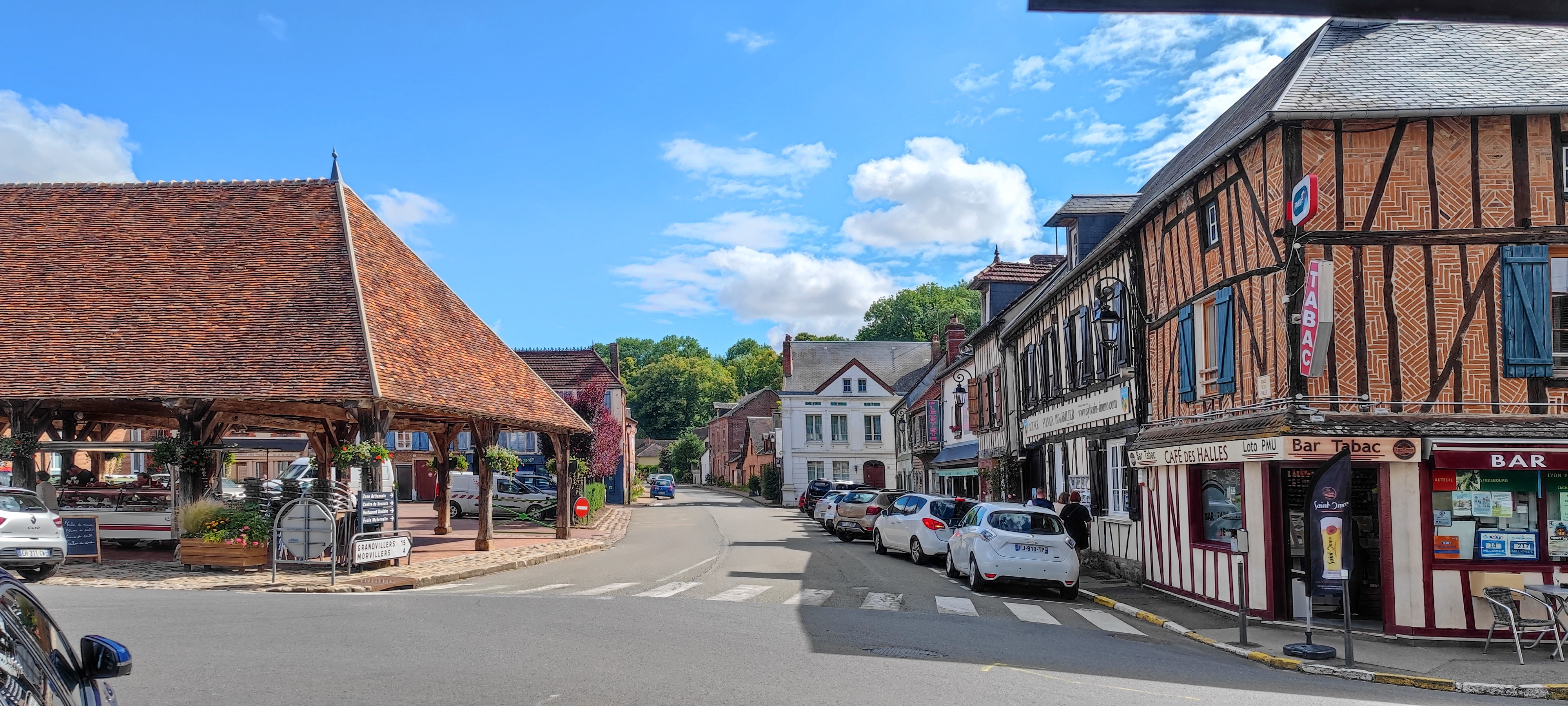
Place de la Halle

Songeons es una comuna francesa situada en el departamento de Oise, en la región de Alta Francia.

## Demografía
| 796 | 850 | 780 | 837 | 883 | 1076 | 959 |
| Para los censos de 1962 a 1999 la población legal corresponde a la población sin duplicidades (Fuente: INSEE [Consultar]) |     |     |     |     |      |     |